# Leonnatosz
Leonnatosz (görögül Λεοννάτος; Kr. e. 356 – Thesszália, Kr. e. 322) ókori makedón hadvezér, II. Philipposz makedón király és fia, Nagy Sándor testőre, majd utóbbi halála után a birodalmát megöröklő diadokhoszok egyike. A hellészpontoszi Phrügia helytartójaként Perdikkasz és Antipatrosz oldalán harcolt a makedón uralom ellen fellázadó görögök ellen a lamiai háborúban, és egy athéniakkal vívott csatában elesett.

## Pályafutása
A makedón törzsterületek nyugati szomszédságában fekvő Lünkésztisz fejedelmi családjából származott, ami a makedón Argaidákkal is rokonságban volt. Apját Anteasznak hívták. Bár a tartomány már korábban szoros kapcsolatokat épített ki Makedóniával, csak II. Philipposz király tudta végleg beolvasztani Kr. e. 358-ban. Leonnatosz az udvarba került, és a király testőrségében szolgált; amikor Kr. e. 336 októberében megölték II. Philipposzt, szerepe volt a gyilkos elfogásában és levágásában. Az uralkodó halála után annak utóda, a vele egykorú III. Alexandrosz környezetében maradt. A királyt elkísérte az Óperzsa Birodalom elleni hadjáratára, ahol a jelek szerint sokáig nem kapott parancsnoki feladatokat. Kr. e. 333-ban, az isszoszi csata után a király őt küldte III. Dareiosz elfogott családjához, hogy megnyugtassa őket a sorsuk felől. A Kr. e. 331-es egyiptomi hadjárat során, a betegségben meghalt Arübbasz helyére nevezték ki a király hétfőnyi testőrségébe. 
Testőrként (szómatophülax) a király belső bizalmasi körébe tartozott, komoly befolyást élvezett. Kr. e. 330 végén fontos szerepe volt abban, hogy Philotasz lovassági parancsnokot árulással vádolták meg és kivégezték; igaz, annak utódját, Klitoszt nem tudta megmemteni Alexandrosz haragjától Kr. e. 328 őszén. Amikor a hódító Kr. e. 327 nyarán be akarta vezetni az uralkodó előtti leborulás (proszkünészisz) szokását az udvarban, ami a makedónok többségét felháborította, Leonnatosz nyíltan kinevette és gúnyolta az alázatoskodó viselkedésformát. Ezzel kivívta Alexandrosz haragját, de nem tartósan, mivel nem sokkal ezután hadvezéri feladatokat kapott: Perdikkasz lovassági tiszttel és Ptolemaiosz testőrrel egy szogdiai hegyi erődöt kellett bevenniük még az évben. A következő év tavaszán egy gandhárai falu bevételekor könnyebben megsérült, de májusban már részt vett a Pórosz indiai uralkodó felett aratott hüdaszpészi győzelemben. A csatát követően triérarkhosz, azaz az Indus-menti hadjárathoz szükséges hajók megépítésének egyik felelőse lett. Kr. e. 325 januárjában Abreasz és Paukesztasz testőrökkel együtt nagy szerepe volt abban, hogy a mallik városának ostrománál súlyos nyílsebet kapott Alexandrosz megmeneküljön. Júliusban a makedón sereg elérte az Indiai-óceánt és kettévált: a király a szárazföldön indult nyugatra, míg Nearkhosz tengerre szállt. A szárazföldi sereg a mai Beludzsisztán területén legyőzte a helyieket és Rhambakeia néven támaszpontot hoztak létre azzal a céllal, hogy ellátmányraktárként szolgáljon a később érkező flotta számára. Leonnatosz feladata volt az utóvéddel hátramaradni és megvédeni a készleteket, amit sikeresen meg is tett; érdemeiért a király diadémmal jutalmazta, amikor a seregek Szúszában egyesültek Kr. e. 324 tavaszán.

## Nagy Sándor halála után
Kr. e. 323 nyarán meghalt a világhódító makedón király Babilonban, a hatalmat pedig Perdikkasz vette át, aki később a Kraterosz nevű hadvezérrel osztozott meg a birodalom vezetésén: Perdikkasz főparancsnok lett, Kraterosz pedig régensséget kapott az elhunyt király gyengeelméjű féltestvére, III. Philipposz Arrhidaiosz, illetve utószülött fia, IV. Alexandrosz mellett. Perdikkasz satrapává (helytartóvá) nevezte ki Leonnatoszt: hellészpontoszi Phrügia (azaz nagyjából a Kis-Ázsia márvány-tengeri partvidékére és annak hátországára kiterjedő terület) élére került. Ilyen minőségben bekapcsolódott a lamiai háború néven ismert konfliktusba. Nagy Sándor halálhírére ugyanis Kr. e. 323 őszén Athén és az Aitól Szövetség vezetésével a legtöbb, korábban leigázott görög terület fellázadt a makedón uralom ellen, és Lamia erődjébe szorították vissza az európai erők Perdikkasz által is megerősített parancsnokát, Antipatroszt.
Leonnatosz ekkoriban levelet kapott Nagy Sándor húgától, Kleopatrától, Alexandrosz molosszosz király özvegyétől, amiben felajánlotta neki, hogy hozzámegy feleségül. Ez komoly trónkövetelővé tehette volna Leonnatoszt a társuralkodókkal, az alkalmatlan III. Philipposszal és a csecsemő IV. Alexandrosszal, illetve a helyettük uralkodó Perdikkasszal és Kraterosszal szemben. Leonnatosz Kr. e. 322 tavaszán átkelt Európába, hogy felmentse Antipatroszt – a diadal az esetleges trónigényét is megalapozta volna. A hadjáratra 20.000 gyalogossal és 1500 lovaskatonával érkezett. Jövetele hírére a görögök feladták Lamia ostromát és Leonnatosz ellen vonultak. A Pharszaloszi Menón és Antiphilosz vezette görögök lovassága megfutamította a makedón lovasokat, a makedón gyalogság pedig ennek láttán szervezetten visszavonult, és később csatlakozott Antipatroszhoz. Leonnatosz halálos sebet kapott a csatában.